# Garsa bec-roja
La garsa bec-roja (Urocissa erythrorhyncha) és una espècie d'ocell de la família dels còrvids asiàtic distribuït per bona part de la Xina, l'Índia i Indoxina.

## Taxonomia
La garsa brec roja va ser descrita pel francès Georges-Louis Leclerc, comte de Buffon el 1775 a la seva Histoire Naturelle des Oiseaux. L'ocell també es va il·lustrar en una planxa pintada a mà gravada per François-Nicolas Martinet a les Planches Enluminées d'Histoire Naturelle que va ser produïda sota la supervisió d'Edme-Louis Daubenton per acompanyar el text de Buffon.
L'espècie de garsa bec roja és ara una de les cinc col·locades en el gènere Urocissa que va ser introduïda per l'ornitòleg alemany Jean Cabanis el 1850. El nom del gènere combina el grec antic oura que significa "cua" i kissa que significa "urraca". L'epítet específic erythroryncha combina el grec antic eruthros que significa "vermell" i rhunkhos que significa "bilc".